# Петров, Дмитрий Юрьевич (легкоатлет)
Дмитрий Юрьевич Петров (род. 4 января 1982 года) — российский легкоатлет, специализирующийся в беге на короткие дистанции. Бронзовый призёр чемпионата мира в помещении 2006 года. Чемпион России в помещении 2006 года. Заслуженный мастер спорта России по лёгкой атлетике (2006).

## Биография
Дмитрий Юрьевич Петров родился 4 января 1982 года. Тренировался под руководством Любови Метликиной. В 2007 году окончил институт спорта, туризма и сервиса.
Дебютировал на международной арене в 1999 году, победив на Европейском юношеском Олимпийском фестивале в беге на 400 метров. В 2006 году на чемпионате мира в помещении в Москве в составе сборной команды страны Дмитрий стал бронзовом призером в эстафетном беге 4×400 м, а также занял 6 место в беге на 400 м.
С 2009 года работает тренером в СДЮШОР № 2 и СОК ЮУрГУ вместе с Л. П. Метликиной.

## Основные результаты

### Международные
| Год  | Соревнования                                | Место проведения  | Дистанция        | Место  | Результат |
| ---- | ------------------------------------------- | ----------------- | ---------------- | ------ | --------- |
| 1999 | Европейский юношеский Олимпийский фестиваль | Эсбьерг, Дания    | 400 м            | 1      | 48,49     |
| 2000 | Чемпионат мира среди юниоров                | Сантьяго, Чили    | 400 м            | 19 (q) | 47,66     |
| 2003 | Чемпионат Европы среди молодёжи             | Быдгощ, Польша    | 400 м            | 16 (q) | 47,13     |
| 2003 | Чемпионат Европы среди молодёжи             | Быдгощ, Польша    | эстафета 4×400 м | 3      | 3:04,18   |
| 2003 | Универсиада                                 | Тэгу, Южная Корея | эстафета 4×400 м | 2      | 3:04,78   |
| 2005 | Универсиада                                 | Измир, Турция     | эстафета 4×400 м | 3      | 3:03,33   |
| 2006 | Чемпионат мира в помещении                  | Москва, Россия    | 400 м            | 6      | 47,33     |
| 2006 | Чемпионат мира в помещении                  | Москва, Россия    | эстафета 4×400 м | 3      | 3:06,91   |
| 2006 | Кубок мира IAAF                             | Афины, Греция     | эстафета 4×400 м | 6      | 3:04,15   |

### Национальные
| Год  | Соревнования                 | Место проведения | Дистанция        | Место | Результат |
| ---- | ---------------------------- | ---------------- | ---------------- | ----- | --------- |
| 2003 | Чемпионат России в помещении | Москва           | эстафета 4×200 м | 2     | 1:26,45   |
| 2003 | Чемпионат России             | Тула             | эстафета 4×400 м | 2     | 3:07,96   |
| 2004 | Чемпионат России в помещении | Москва           | эстафета 4×200 м | 3     | 1:26,73   |
| 2005 | Чемпионат России             | Тула             | эстафета 4×400 м | 1     | 3:07,34   |
| 2006 | Чемпионат России в помещении | Москва           | 400 м            | 1     | 46,28     |
| 2008 | Чемпионат России             | Казань           | эстафета 4×400 м | 2     | 3:06,57   |
| 2009 | Чемпионат России в помещении | Москва           | 200 м            | 3     | 21,41     |
| 2009 | Чемпионат России в помещении | Москва           | эстафета 4×200 м | 1     | 1:25,21   |
| 2010 | Чемпионат России в помещении | Москва           | эстафета 4×200 м | 3     | 1:26,22   |